# جمهوری
جُمهوری یکی از شیوه‌های حکومت است که در آن ریاست کشور با رای مستقیم یا غیرمستقیم مردم برگزیده می‌شود و دوران تصدی معینی دارد. جمهور به معنی مردم است و جمهوری یعنی حکومتِ مردم. افلاطون آن را معادل دموکراسی که آن هم بمعنای حکومتِ مردم است می داند.
در تعریف کلی، جمهوری شیوهٔ حکومتی است که بر پایهٔ مردمسالاری، مردم آن، حق حاکمیت بر سرنوشت اجتماعی خودشان را به‌طور مستقیم یا غیرمستقیم از طریق زمامدارانی که با رضایت و رأی مستقیم یا غیرمستقیم آنان به گونه‌ای که توارث در آن دخالتی نداشته باشد تعیین و آنان نیز اقتدارات معین قانونی خود را در یک مدت معین و تحت نظارت آنان اعمال می‌نمایند.
امروزه بیشتر دولت‌های موجود در دنیا نوعی نظام حکومتی جمهوری دارند، ولی بدین معنا نیست که بافت و ساختار نظام حکومتی جمهوری در تمام کشورهای جمهوری یکسان است.

## ریشهٔ واژهٔ جمهوری
ریشه واژه جمهوری، اصطلاح لاتین «res publica» به معنای «امر عمومی» است که در نوشته‌های لئوناردو برونی، تاریخ‌نگار ایتالیایی به معنی نزدیک به معنی امروزی استفاده شد.

## دسته‌بندی
جمهوری‌های جدید را می‌توان به سه دسته بخش کرد:
1. جمهوری‌های دموکراتیک غربی که ریشه‌های تاریخیشان به انقلاب‌های قرن هجدهم و نوزدهم می‌رسد. در این کشورها جمهوری با آزادی حزب‌ها و مطبوعات و اجتماعات همراه است.[نیازمند منبع]
2. دولت‌هایی که رسماَ جمهوری نامیده می‌شوند اما در عمل رژیم‌های نظامی و پلیسی بر آنها حکومت می‌کنند.[نیازمند منبع] (توتالیتر)
3. جمهوری‌های دموکراتیک توده‌ای که در اروپا و آسیای شرقی و برخی از کشورهای آمریکای لاتین فرمانروا هستند. عنوان رسمی حکومت در این کشورها دیکتاتوری پرولتاریا است. در این کشورها حکومت یک حزبی بوده و آزادی مطبوعات و اجتماعات وجود ندارد یا بسیار محدود است (در این باره می‌توان به گزارش‌های گزارشگران بدون مرز نیر مراجعه نمود). تقریباً در تمام این کشورها رئیس‌جمهور به صورت دوره‌ای تغییر نمی‌کند یا حتی ریاست‌جمهوری به صورت موروثی از پدر به پسر منتقل می‌شود یا افرادی که برای دور بعد ریاست در نظر گرفته می‌شوند از طرف برخی مردم به وابستگی به رئیس‌جمهور پیشین متهم می‌شوند (همچون اتهام وابستگی کسینا سابچاک به ولادیمیر پوتین در روسیه و بحث‌های پیرامون آن[۶][۷]) یا پست‌های دولتی به فامیل و آشنایان سران قدرت واگذار می‌شود همچون الهام علی‌اف پسر حیدر علی‌اف در جمهوری آذربایجان. انقلاب در بسیاری از این کشورها امری رایج است همچون انقلاب گل رز گرجستان یا دو انقلاب ۲۰۰۵ که موجب استعفای عسکر آقایف شد و انقلاب ۲۰۱۰ طی ۵ سال در قرقیزستان همچنین تنش‌های مداوم در اکراین و تقسیم شدن این کشورها که در کشورهای پساشوروی به‌طور مفصل به آن پرداخته شده است.

## دیدگاه متفکران درباب جمهوری

### دیدگاه ماکیاولی
نیکولو ماکیاولی، فیلسوف سیاسی ایتالیایی، به‌وجود آوردن جمهوری را نشانگر پیشرفت ارزش‌های اخلاقی و اجتماعی معینی می‌داند.
او جمهوری کمال مطلوب خود را جمهوری روم گرفته بود و در کتاب گفتارهایی در باب ده کتاب نخست تیتوس لیویوس مکرر از آن یاد کرده و ساختارها و نهادهای سیاسی این جمهوری، قوانین مذهبی، قواعد جنگی و شخصیت بنیان‌گذاران و قانون‌گذارانش را تشریح نموده و تقلید از نظام سیاسی‌اش را به جمهوری‌ها توصیه کرده است.
ماکیاولی همچنین در گفتارها نوشته است که جوامع و دولت‌ها تا هنگامی که آزاد بودند به ثروت خود افزوده و قلمرو خود را توسعه داده‌اند. آتن پس از آنکه خود را از استبداد خاندان پیسیستراتوس رها کرد، در طی صد سال به عظمتی اعجاب‌آور دست یافت، و اعجاب‌آورتر از آن عظمتی است که روم پس از آزادی از قید شاهان به آن نایل گردید. علت آن امر روشن است: مایه‌ی عظمت شهرها رفاه فرد نیست، بلکه خیر عموم است و خیر عموم را فقط در دولت‌های جمهوری واجد اهمیت می‌دانند، زیرا آن‌گونه دولت‌ها هر کار را فقط برای تأمین خیر عموم به‌جا می‌آورند، حتی اگر برای این یا آن فرد زیانبار باشد؛ 
زیرا عده‌ی کسانی که از خیر عموم سود می‌برند به‌قدری زیاد است که می‌توانند آن کار را حتی بر خلاف میل عده‌ی قلیل به انجام برسانند. عکس این امر در دولت پادشاهی روی می‌دهد: بیشتر اوقات آنچه برای شاه سودمند است به جامعه زیان می‌رساند، و آنچه برای جامعه سودمند است به شاه زیان می‌رساند. 
در جامعه‌ای که حکومت استبدادی جای آزادی را می‌گیرد کوچکترین شری که از این جابجایی پدید می‌آید اینست که آن جامعه دیگر پیشرفت نمی‌کند، نه ثروتش افزایش می‌یابد و نه قدرتش، و در بیشتر موارد جامعه در سراشیب زوال می‌افتد. 
اگر هم بخت نیک شاه قدرتمندی را یاری کند و او با دلیری و زور بازو قلمرو خود را وسعت بخشد، از این امر تنها خودش سود می‌برد نه جامعه؛ زیرا او نمی‌تواند به هموطنان لایق و درستکار خویش که آزادی‌شان را سلب کرده است، مقام و منصب و پاداش بدهد، چون به هیچ روی نمی‌خواهد دائماً در حال بدگمانی و بیم از ایشان به سر ببرد. 
نفع او در این است که کشورش پاره‌پاره و نامتحد بماند و هر ناحیه و هر شهر تنها او را فرمانروای خود بداند. بدین‌سان، فتوحات شاه فقط به خودش فایده می‌بخشد نه به وطنش.

### مونتسکیو
مونتسکیو برآنست که در حکومت‌های سلطنتی، و خاصه استبدادی، چون پادشاه با مردم فاصله دارد و مقام رفیعی را داراست، کسی خود را همسر و رقیب شاه نمی‌داند تا بدو حسد بَرَد و غبطه بخورد، لذا مردم این کشورها رنج حسد و غبطه را ندارند؛ 
ولی در حکومت‌هایی که به‌دست اعیان اداره می‌شود و زمام امور در ید بزرگان قوم است، چون تفوق و رفعت مقام سلطنت در بین نیست، مردم همه خود را با زمامداران همسر می‌دانند و زمامداران هم عادتاً با مردم نزدیکند و آمیزش می‌کنند، در اینجاست که حسدها تحریک می‌شود و مقایسه شروع می‌گردد و هرکسی از اینکه حاکم نیست از حاکمان متنفر است. 
مونتسکیو می‌گوید که این موضوع در تمام ادوار ثابت شده و به‌خوبی مشهود است که مردم بر اعیان و اشرافی که حکومت می‌کنند حسد شدیدی می‌برند، اما در کشورهایی که نظام جمهوری دارند، چون اقتدار در دست مردم است، به‌هرکس که دلشان بخواهند حکومت را می‌سپارند و از هرکس که بخواهند می‌گیرند و در نتیجه مردم بر کسی حسد نمی‌برند.